# Heineken (birra)
L'Heineken Lager Beer (Heineken Pilsener nei Paesi Bassi), comunemente conosciuta come Heineken, è una birra bionda olandese, prodotta dall'omonimo birrificio; è nota nel mondo per la sua tradizionale bottiglia di vetro verde e per il logo rappresentante una stella rossa.
Nel 2011 sono stati prodotti complessivamente 2,74 miliardi di litri di Heineken in tutto il mondo.
L'Heineken è consumata principalmente da una fascia di consumatori compresa fra i 18 e i 35 anni d'età. Fra i consumatori noti vi erano Pablo Escobar e Freddie Mercury: nei suoi concerti si potevano notare bottiglie e bicchieri in plastica pieni sul pianoforte mentre cantava.

## Storia

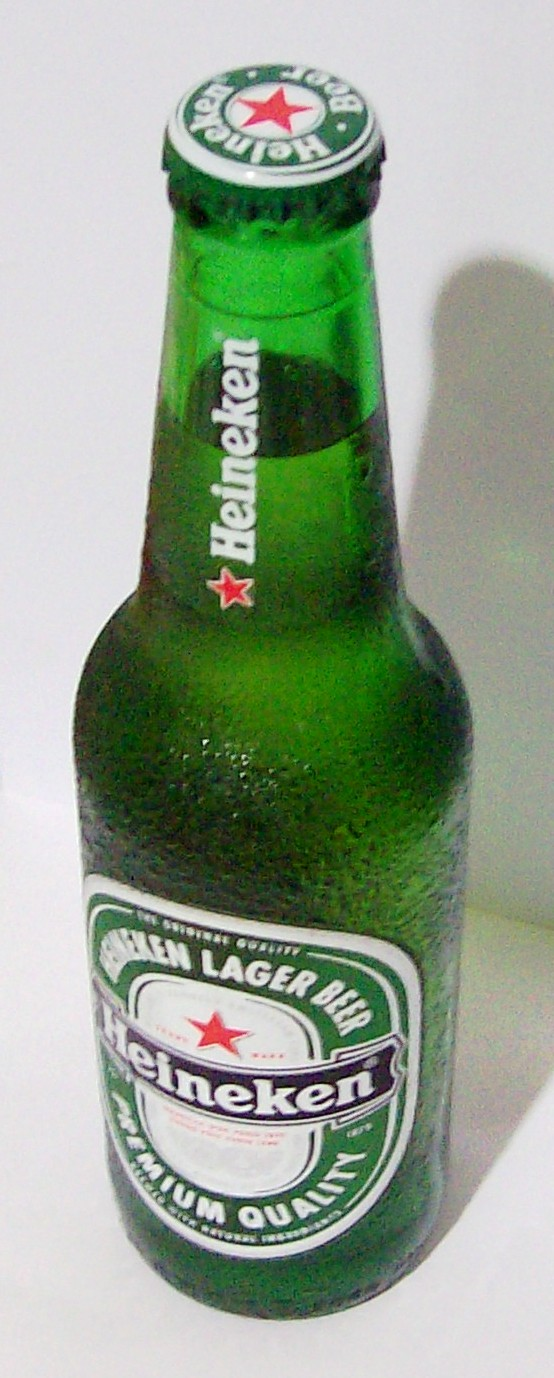
Bottiglia di birra Heineken.

Il 15 febbraio 1864 Gerard Adriaan Heineken ottiene da sua madre l'autorizzazione all'acquisto del birrificio De Hooiberg - Il Pagliaio -, attivo ad Amsterdam sin dal 1592. Nel 1869 Heineken decide di sviluppare una tecnica simile a quella bavarese per la fermentazione a basse temperature, in luogo della precedente fermentazione ad alte temperature, per ottenere una birra più chiara e a più lunga conservazione. Nel 1873 viene fondato il birrificio HBM (Heineken's Bierbrouwerij Maatschappij) che inizia la produzione della birra Heineken: in quell'anno vengono prodotti 17.000 ettolitri di birra.
Nel maggio 1875 l'Heineken vince la medaglia d'oro all'esposizione internazionale marittima di Parigi, cominciando così l'esportazione della birra in Francia. Nel 1883 vince il Diplome d'honneurs (diploma d'onore) all'esposizione internazionale coloniale di Amsterdam. Nel 1888 il dottor Elion riesce a realizzare una coltura di lievito A, che da quel momento viene utilizzato per la fermentazione della birra. Nel 1889 vince il Gran Premio all'esposizione universale di Parigi, mentre nel 1900 è membro della giuria fuori concorso a Parigi, queste vittorie sono indicate sull'etichetta.
Con la fine del proibizionismo, nel 1933, Heineken diventa la prima birra europea a venire importata negli Stati Uniti d'America.
Nel 1948 viene modificato il logo della compagnia con l'inclinazione verso l'alto delle 3 « e » della parola Heineken con l'obiettivo di apparire sorridenti. Nel 1954 il colore dell'etichetta viene modificato da rosso a verde con l'intento di trasmettere un'idea di sicurezza.
A partire dal 1975 la maggioranza della produzione dell'Heineken avviene presso l'impianto di Zoeterwoude, nell'Olanda Meridionale.

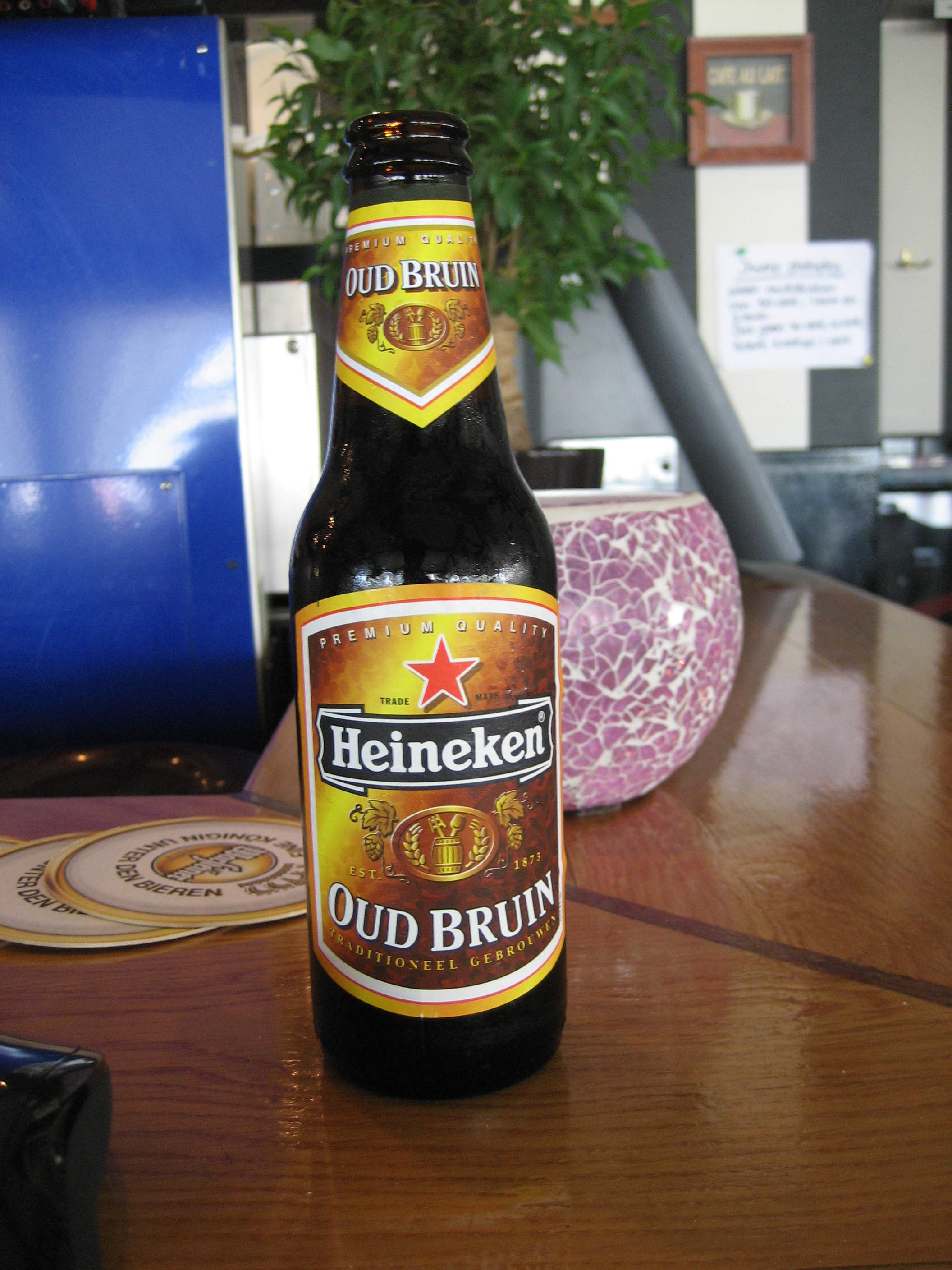
Bottiglia di Heineken Oud Bruin

## Varianti
- Heineken Lager beer, birra Pilsner con grado alcolico 5% vol.[14]
- Heineken H41 Wild Lager, birra lager chiara fermentata con un lievito scoperto in Patagonia nel 2010 che le conferisce alcune caratteristiche tipiche delle birre ad alta fermentazione.[15]
- Heineken Oud Bruin, birra Oud bruin, disponibile solo sul mercato olandese, con grado alcolico 2,5% vol.
- Heineken Premium Light, birra light prodotta per il mercato statunitense introdotta a partire dal 2005 e con grado alcolico 3,3% vol.[16]
- Heineken Tarwebok, birra bock con grado alcolico 6,5% vol. viene prodotta nel birrificio olandese di 's-Hertogenbosch.[17]
- Heineken 0.0, birra analcolica.[18]